# Aloe ecklonis
Aloe ecklonis ist eine Pflanzenart der Gattung der Aloen in der Unterfamilie der Affodillgewächse (Asphodeloideae). Das Artepitheton ecklonis ehrt den dänischen Chemiker und botanischen Entdecker Christian Friedrich Ecklon, der die ersten Samen der Art nach Europa sandte.

## Beschreibung

### Vegetative Merkmale
Aloe ecklonis wächst stammlos oder sehr kurz stammbildend, ist einfach oder sprosst und bildet dann Gruppen mit zwölf oder mehr Trieben. Die 14 bis 20 lanzettlichen Laubblätter sind vielreihig angeordnet. Die trübgrüne, etwas geaderte Blattspreite ist bis zu 40 Zentimeter lang und 9 Zentimeter breit. Auf der Blattunterseite befinden sich nahe der Basis gelegentlich wenige kleine weiße Flecken. Die festen, weißen Zähne am weißen, knorpeligen Blattrand sind 1 bis 3 Millimeter lang.

### Blütenstände und Blüten
Der einfache Blütenstand erreicht eine Länge von bis zu 50 Zentimeter. Die dicht kopfigen Trauben sind etwa 5 Zentimeter lang und 10 bis 12 Zentimeter breit. Sie bestehen aus etwa 40 Blüten. Die eiförmig spitz zulaufenden Brakteen weisen eine Länge von etwa 10 bis 13 Millimeter auf. Die bauchigen, gelben bis roten Blüten stehen an 30 bis 40 Millimeter langen Blütenstielen. Die Blüten sind 20 bis 24 Millimeter lang und an ihrer Basis verschmälert. In ihrer Mitte weisen die Blüten einen Durchmesser von 7 Millimeter auf. Ihre äußeren Perigonblätter sind fast nicht miteinander verwachsen. Die Staubblätter und der Griffel ragen kaum aus der Blüte heraus.

### Genetik
Die Chromosomenzahl beträgt {\displaystyle 2n=14}.

## Systematik und Verbreitung
Aloe ecklonis ist in Lesotho, Eswatini sowie den südafrikanischen Provinzen Ostkap, KwaZulu-Natal, Freistaat (Provinz) und Mpumalanga auf Grasland und selten an felsige Hängen in Höhen von bis zu 2000 Metern verbreitet. 
Die Erstbeschreibung durch Joseph zu Salm-Reifferscheidt-Dyck wurde 1849 veröffentlicht.

## Nachweise